# Ein starkes Team: Die Frau des Freundes
Die Frau des Freundes ist ein deutscher Fernsehfilm von Maris Pfeiffer aus dem Jahr 2013. Es handelt sich um die 56. Folge der Krimiserie Ein starkes Team. Florian Martens alias Otto Garber ermittelt in diesem Fall erstmals ohne Maja Maranow alias Verena Berthold, die sich auf einem Lehrgang befindet. Garber ermittelt an der Seite von Katharina Dammers alias Ulrike Krumbiegel.

## Handlung
Kriminalhauptkommissarin Verena Berthold befindet sich derzeit auf einem Lehrgang, und so muss ihr Kollege Otto Garber notgedrungen mit Kollegin Katharina Dammers in einem Entführungsfall zusammenarbeiten. Rüdiger Körber, der Ehemann der entführten Julia Körber, hatte gedacht, ohne Polizei auszukommen und sich deshalb allein mit dem Entführer verabredet. Dabei ging die Lösegeldübergabe schief und der Entführer wurde erschossen. 
Martin Liebig, der auf seinen Nachbarn nicht gut zu sprechen ist, sagt bei der Befragung durch Ben Kolberg aus, dass Frau Körber vor drei Tagen mit einem jungen Mann aus dem Haus gegangen sei. Anhand einer Phantomzeichnung ist erkennbar, dass der Entführer einen Komplizen haben könnte. Zu befürchten ist allerdings, dass auch diesem Mann etwas zugestoßen ist, denn der Rechtsmediziner hat Blutspuren an den Händen des Opfers entdeckt, die weder von den Körbers noch von ihm selbst stammen. Da keine weiteren Lösegeldforderungen eingehen, ergibt sich auch keine Spur zu der entführten Ehefrau.
Die Körbers waren regelmäßige Besucher eines Swingerclubs. So erhofft sich Otto Garber Hinweise auf mögliche Personen, die Herr Körber oder seine Frau dort kennengelernt hatten. Er staunt nicht schlecht, als er im Club seinen Freund „Sputnik“ als Vertreter für Erotikbedarf antrifft. Zunächst kann auch hier niemand helfen, den Toten oder den möglichen Komplizen vom Phantombild zu identifizieren. Erst eine weitere Nachfrage bringt Erfolg, und der Komplize wird gefunden. Allerdings ist er tatsächlich tot, und somit gibt es wieder keinen Hinweis auf den Aufenthaltsort von Julia Körber. Beim Verhör des Swingerclubbetreibers kommt allerdings zutage, dass Frau Körber einen Freund hatte und ihren Mann verlassen wollte.
Otto Garber ist damit klar, dass Körber die Entführung selber inszeniert hat und somit wissen muss, wo seine Frau gefangen gehalten wird. Fatalerweise ist Julia Körber in einem alten Schwimmbad an ein Rohr gekettet, das seit Stunden Wasser in das ansonsten leere Bassin fließen lässt. Nachdem die Polizei Körber zum Versteck folgen kann, wird seine Frau gerade noch rechtzeitig befreit.

## Hintergrund
Die Frau des Freundes wurde unter dem Arbeitstitel Zeitnot in Berlin gedreht und am 16. November 2013 im ZDF erstausgestrahlt.
Sputnik, dessen Rolle als Geschäftsmann in der Serie als ein Running Gag angelegt ist, arbeitet in dieser Folge als „Erosbutler“ und verkauft Sexbedarf im Swingerclub.
Maja Maranow, die Ermittlerin Verena Berthold spielt, hatte eine längere USA-Reise geplant, die mit den Dreharbeiten für Die Frau des Freundes kollidierte.

## Rezeption

### Einschaltquote
Die Erstausstrahlung von Die Frau des Freundes am 16. November 2013 im ZDF wurde in Deutschland von 5,33 Millionen Zuschauern gesehen und erreichte einen Marktanteil von 17,2 Prozent; in der Gruppe der 14- bis 49-jährigen Zuschauer konnten 2,09 Millionen Zuschauer und ein Marktanteil von 12,4 Prozent erreicht werden.

### Kritiken
Rainer Tittelbach von Tittelbach.tv urteilte: „Das Fehlen von Maja Maranows Verena in ‚Die Frau des Freundes‘ […] macht sich deutlicher bemerkbar, als es die Verantwortlichen des Klassikers wohl vermutet haben. Samuel Finzi und Ulrike Krumbiegel sollen sie ersetzen – das gelingt nur teilweise. Das liegt nicht an den durchweg guten Schauspielern als an einer Konstruktion nach Schema F, in der Verdächtige kommen und gehen. Zu dünn & dürftig für 90 Minuten.“
Es „werden zu viel hölzerne Lehrsätze über die diversen erotischen Spielarten und Interpretationsmöglichkeiten des Themas Partnerschaft aufgesagt, aber am Samstagabend geht das im öffentlich-rechtlichen Fernsehen vermutlich nicht anders. ‚Ein starkes Team: Die Frau des Freundes‘ ist trotz der kleinen Swinger-Milieustudie absolut schmuddelfreie Zone und dabei ausgesucht besetzt.“ wertete Frank Rauscher von der „Heilbronner Stimme“.
Die Kritiker der Fernsehzeitschrift TV Spielfilm vergeben nur eine mittlere Wertung (Daumen gerade) und meinen: „Trotz deftiger Szenen ganz schön schnarchig“.